# Das Buch Daniel
Das Buch Daniel (engl. The Book of Daniel, 1971, dt.: 1974) ist ein Roman von E. L. Doctorow, der vom Rosenberg-Fall inspiriert wurde. Ethel und Julius Rosenberg wurden Anfang der 1950er Jahre beschuldigt, Geheimnisse zum Bau einer Atombombe an die Sowjets weitergegeben zu haben. Bei Doctorow tragen die beiden die Namen Paul und Rochelle Isaacson. Erzählt wird die Geschichte in den späten 1960er Jahren von Daniel, dem älteren Sohn der beiden, der sich um seine jüngere Schwester Susan sorgt.

## Inhalt
Nach einem Selbstmordversuch seiner Schwester Susan rekonstruiert Daniel die Geschichte seiner Eltern und seiner Kindheit.  Dabei erfolgen häufige Wechsel der Erzählperspektive und werden häufig Rückblenden eingesetzt. So wird sowohl die Atmosphäre der 50er Jahre/McCarthy-Ära, als auch der 60er Jahre mit ihrer Protestkultur vermittelt. 
Nachdem die Eltern inhaftiert wurden, wachsen die Kinder bei dem Ehepaar Lewin auf. Susan ist dabei diejenige von beiden, die sich stark politisch engagiert und am Zustand der Welt zu verzweifeln droht. Daniel dagegen verweigert sich lange Zeit der Auseinandersetzung mit seinen Eltern und den politischen Begleitumständen.
Als Rahmenhandlung erlebt man Daniel in einer Bibliothek, dort endet der Roman mit einigen Zeilen aus dem biblischen Buch Daniel.
Das Buch besteht aus vier Teilen.
1. Memorial Day - Daniel, verheiratet mit Phyllis, wird konfrontiert mit dem Selbstmordversuch seiner Schwester. Der Abschnitt endet mit dem Abwurf der Atombombe in Japan.
2. Halloween - Der Prozess der Isaacsons, die Rolle des Anwalts Ascher.
3. Starfish - Der zuvor betont unpolitische Daniel beteiligt sich an einem Protestmarsch, während seine Schwester an den Folgen ihres Selbstmordversuchs leidet.
4.  Weihnachten - Die Rolle des Mitangeklagten Mindish, den Daniel in den 60ern aufsucht, wird beleuchtet. Beerdigungen(der Eltern, der Schwester) werden beschrieben.

## Bearbeitungen
Der Roman wurde 1983 von Sidney Lumet unter dem Titel Daniel verfilmt.

## Reale Einflüsse auf den Roman
- Im Roman besucht die Familie 1949 ein Konzert von Paul Robeson. Anschließend kommt es zu Auseinandersetzungen, die wirklich stattfanden.  Es handelt sich dabei um die so genannten Peekskill Riots.
- Zwei Schwestern der Großmutter kamen bei dem berühmten Brand der Triangle Shirtwaist Company am 25. März 1911 ums Leben.

## Unterschiede zum realen Rosenberg-Fall
- Die Rosenbergs hatten keine Tochter, sondern zwei Söhne.
- Die Figur Mindish scheint aus zwei realen Charakteren zusammengesetzt worden zu sein: Morton Sobell and David Greenglass.

## Rezensionen
Der Schriftsteller Daniel Kehlmann, der von sich behauptet, dass er durch Doctorows Roman Billy Bathgate begriffen habe, was die Stimme eines Romanes sei, schrieb in einem Artikel für die Frankfurter Allgemeine Zeitung über E. L. Doctorow und den unterschiedlichen Sprachstil seiner Romane:

„Man kann die Charaktere eines Buches uninteressant finden und doch dessen Stimme lieben, ebenso wie man gepackt sein kann von Geschichte und Figuren, ohne doch Gefallen an der Stimme zu finden, und wenn das geschieht, hat der Autor versagt. Wer diesen geheimnisvollsten Aspekt der Kunst des Romans erforschen will, kann kein besseres Studienobjekt finden als die Bücher E. L. Doctorows, deren jedes, bei allem Zusammenhang der Themen und Motive, von einem neuen Schriftsteller verfasst scheint. Der Billy-Bathgate-Ton, im Pendelschlag seiner langen, langen Sätze, ist ganz anders als der Ton des unverlässlichen, weil persönlich zutiefst beteiligten Erzählers Daniel Isaacson in „Das Buch Daniel“, des mit seiner Angst kämpfenden Sheriffs von „Welcome to Hard Times“ oder des sonderbar allwissenden Historikers von „Ragtime“. Gute Literatur entsteht aus Sparsamkeit der Mittel, große aber aus der Verschwendung. Sie erweckt den Anschein, als wäre alles leicht und der Phantasie wären keine Grenzen gesetzt.“

## Kritik
- Lehmann-Haupt, Christopher: Books of The Times. In New York Times, 7. Juni 1971. http://www.nytimes.com/1971/06/07/books/doctorow-daniel.html
- The Primal Scene in the Public Domain: E.L.Doctorow’s The Book of Daniel by Naomi Morgenstern from Studies in the Novel, Vol 35, 2003.
- History on Trial: The Rosenberg Case in E.L. Doctorow's The Book of Daniel (PDF; 551 kB) by Santiago Juan-Navarro from The Grove: Working Papers on English Studies, Vol 6, 1999.

## Ausgaben
- E. L. Doctorow: The Book of Daniel. Random House, New York 1971.
- E. L. Doctorow: Das Buch Daniel. Insel, Frankfurt/Main 1974. Deutsch von Thomas Schlück.